# Schloss Bodman

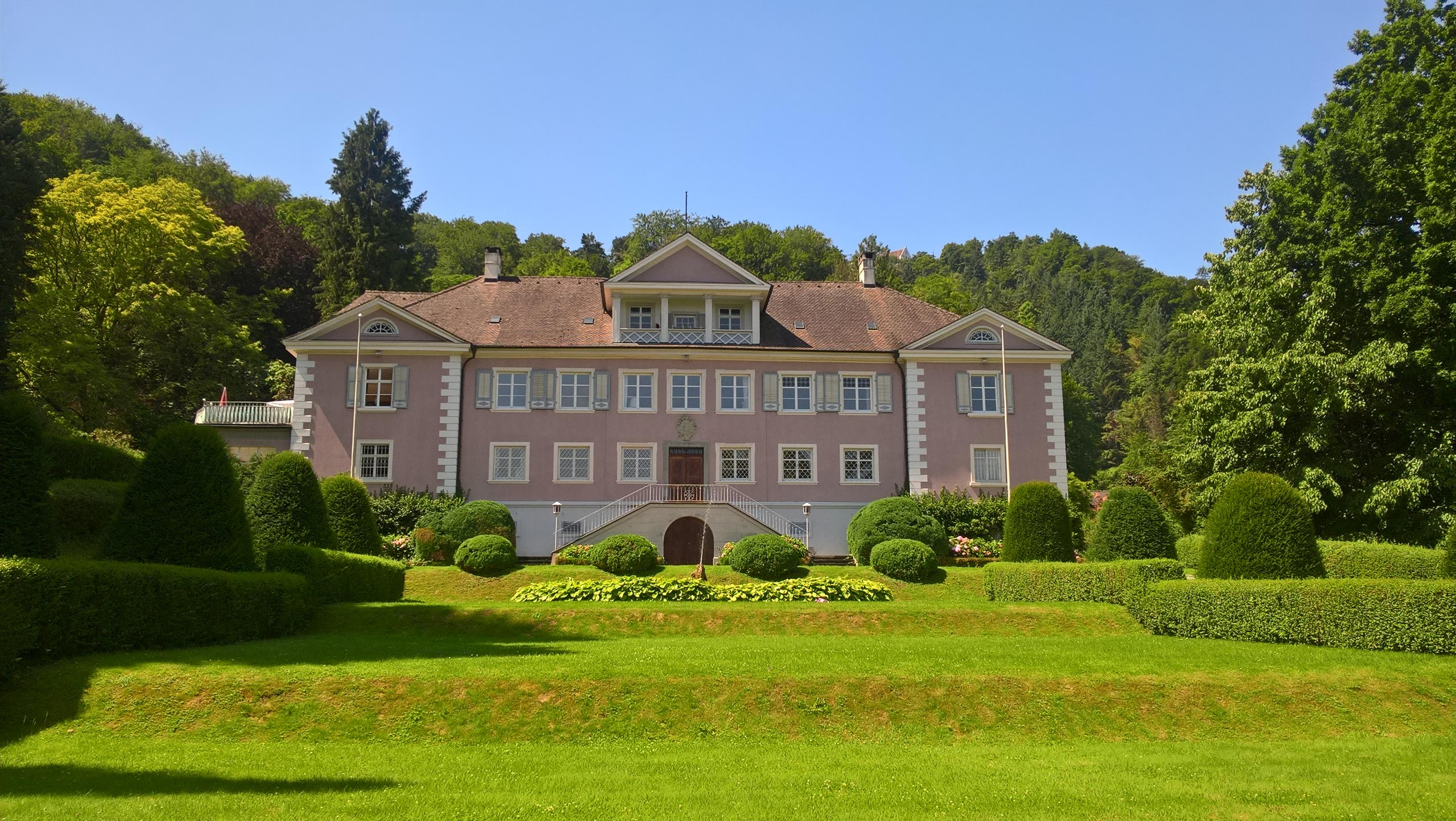
Schloss Bodman

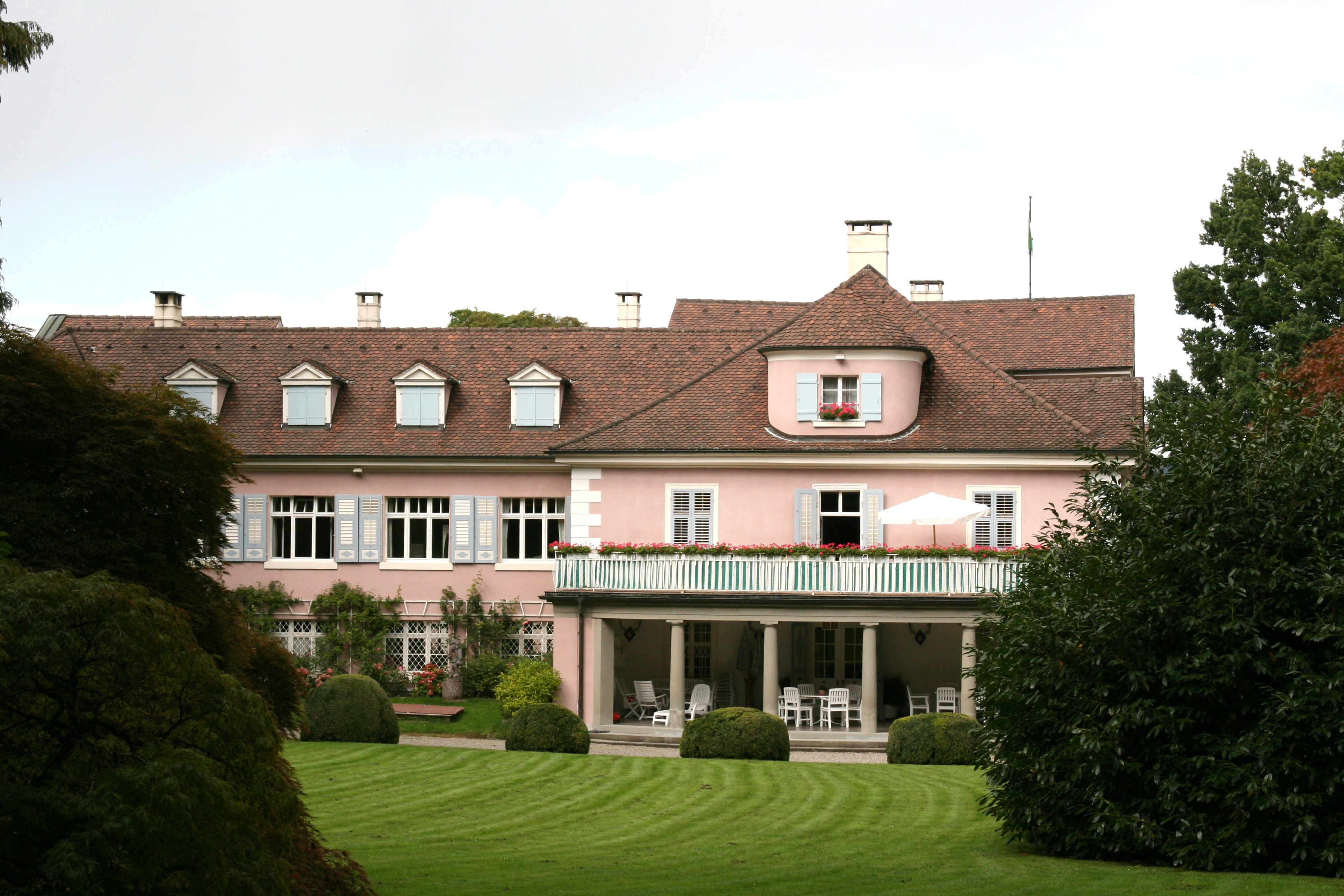
Schloss Bodman

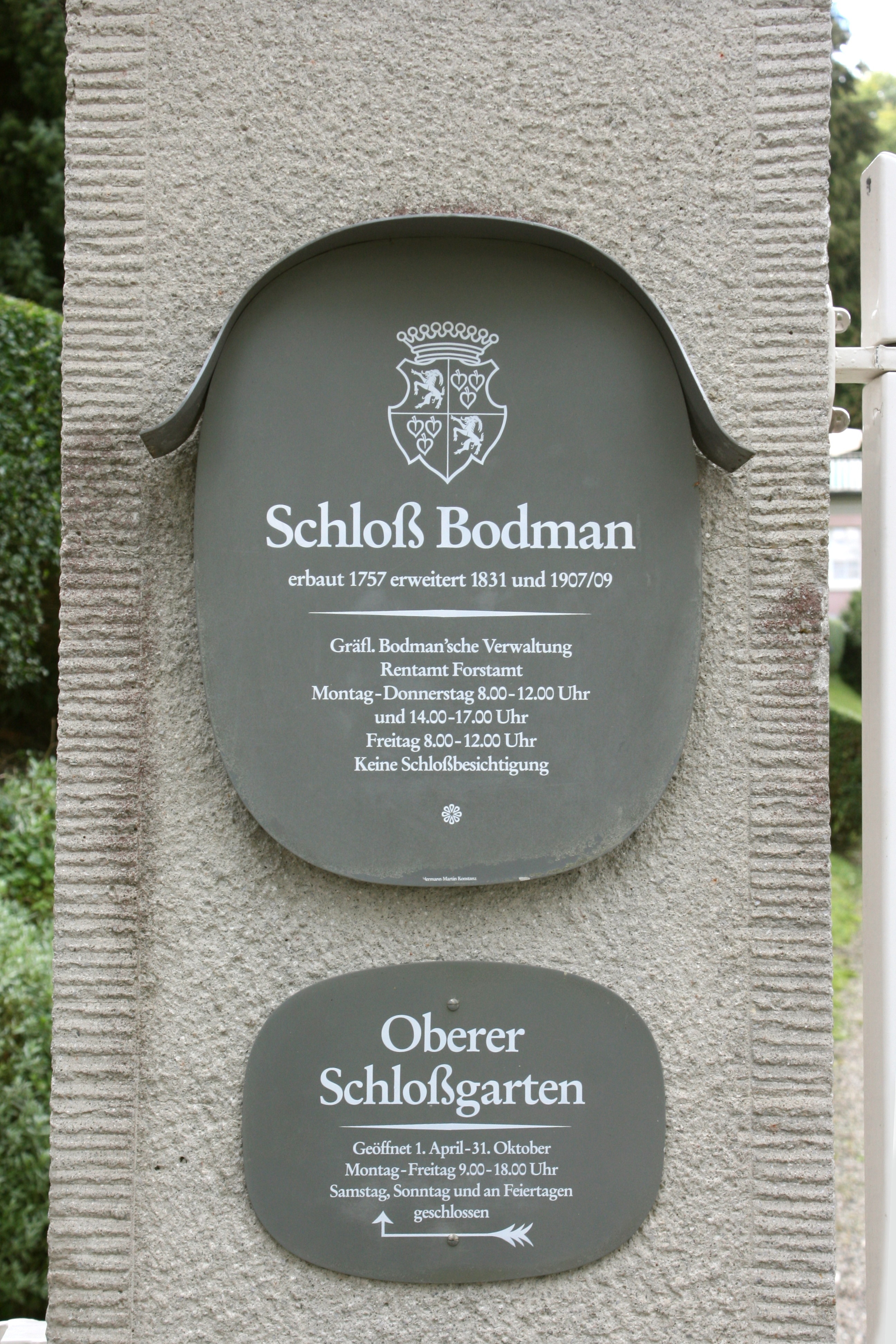
Schloss Bodman

Das Schloss Bodman, auch Neu-Bodman oder Neues Schloss genannt, ist ein Schloss in Bodman, einem Teilort der Doppelgemeinde Bodman-Ludwigshafen im Landkreis Konstanz in Baden-Württemberg.

## Lage
Das Schloss liegt im östlichen Bereich der Ortschaft, oberhalb der Kirche, und befindet sich auf rund 420 Meter über Normalnull.

## Geschichte
Das erste Schloss in Bodman wurde im Jahre 1757 errichtet. 1760 zog die Adelsfamilie der Grafen von Bodman vom Schloss Espasingen in das Schloss in Bodman. Das heutige Schloss wurde 1831/32 durch Johann Baptist Wehrle (1791–1857) gebaut und erfuhr 1907/09 durch Emanuel von Seidl mit dem Südost- und Südwest-Flügel eine Erweiterung.

## Anlage
Das Schloss Bodman ist ein einfacher Bau mit Eckrisaliten im Weinbrenner-Stil. Es befindet sich im Privatbesitz und wird noch von Wilderich Graf von und zu Bodman, Sohn von Johann Nikolaus Freiherr von und zu Bodman, bewohnt. 
Nur der Schlosspark, ein weitläufiger englischer Park, der auf das 18. Jahrhundert zurückgeht, kann besichtigt werden.